# Одељење хемијских и биолошких наука САНУ
Одељење хемијских и биолошких наука САНУ једна је од организационих јединица Српске академије наука и уметности, која покрива две научне области: хемију и биологију.

## Историјат
Утемељење природних наука у Србији везује се за Јосифа Панчића и његово дело из области ботанике, зоологије и геологије са минералогијом. Панчић је био члан Друштва српске словесности (ДСС, 1853), касније Српског ученог друштва (СУД, 1864) и први председник Српске краљевске академије (СКА, 1887). Први хемичар у Србији био је Михајло Рашковић, члан ДСС и СУД, али прави развој хемије почиње радовима чланова СУД Симе Лозанића и Марка Лека. У раду СУД у оквиру Одсека природословних и математичких наука учествује пет хемичара: Михајло Рашковић, Стеван Пантелић, Сима Лозанић, Мита Петровић и Марко Леко; три биолога: Јосиф Панчић, Сава Петровић и Стефан Шулцер Мугенбург; и два агронома: Ђорђе Радић и Коста Црногорац. Већина чланова СУД је касније изабрана у Српску краљевску академију, где раде у оквиру њене Академије природних наука.
Период између два светска рата карактерише развој нових хемијских и биолошких дисциплина у Академији природних наука, чији су чланови у то време били шест хемичара: Сима Лозанић, Марко Леко, Стеван Пантелић, Милорад Јовичић, и касније Павле Савић и Никола Пушин; и седам биолога: Живојин Ђорђевић, Недељко Кошанин, Иван Ћаја, Синиша Станковић, Јован Хаџи и Стеван Ђелинео. У биологији, захваљујући академију Ивану Ђаји, и касније његовим ученицима Стефану Ђелинеу и Радославу Анђусу, убрзо се развија дисциплина анималне физиологије и постижу се завидни, у свету признати, резултати на пољу хипотермије, термичке адаптације и крибиологије. После скоро 20 година затишја након смрти Јосифа Панчића, захваљујући академицима Живојину Ђорђевићу и Недељку Кошанину, зоологија и ботаника доживљавају процват, посебно области морфологије и таксономије бескичмењака, као и фитогеографија. Доласком академика Синише Станковића успоставља се екологија као биолошка дисциплина и на факултету и на Академијином институту, а вредне резултате у систематици бескичмењака и биогеографији постиже Јован Хаџи.
У периоду након Другог светског рата и преименовања Српске краљевске академије у Српску академију наука, у Одељењу природно математичких наука САН своју делатност од академика хемичара настављају Павле Савић и новопримљени чланови: Милош Младеновић, Вукић Мићовић и Ђорђе Стефановић, док од биолога настављају рад Иван Ђаја, Синиша Станковић, Стефан Ђелинео и новопримљени чланови: Јован Хаџи, Младен Јосифовић, Петар Мартиновић, Јован Белић, Милутин Радовановић и Радослав Анђус. Захваљујући академику Павлу Савићу и касније његовим ученицима, академицима Миленку Шушићу, Слободану Рибникару и другима, после Другог светског рата долази до интензивног развоја нуклеарне и радиохемије и уопште физичке хемије. Тај период значајан је и по развоју истраживања у органској хемији и хемији природних производа, физиологији, ембриологији и екологији, и поклапа се са оснивањем и радом три института САН: 1947. године са Институтом за екологију и биогеографију и са Институтом за физиологију (који ће развити генетику и селекцију) и 1948. године са Хемијским институтом, као и савезним Институтом за нуклеарна истраживања „Винча”.
Преименовањем Српске академије наука у Српску академију наука и уметности 1960. године, постепено се мења организациона структура Академије, тако да академици хемичари, биолози и агрономи остају у оквиру Одељења природно-математичких наука, из којег се 1998. године издваја Одељење хемијских и биолошких наука. У периоду између 1961. и 1979. године, у Одељењу природно-математичких наука ради седам хемичара: Вукић Мићовић, Ђорђе Стефановић, Михајло Михајловић, Александар Деспић, Милутин Стефановић, Миленко Шушић, Слободан Рибникар; и десет биолога, укључујући и агрономе-биотехнологе: Живојин Тешић, Душан Каназир, Владимир Пантић, Светислав Живојиновић, Павле Вуксановић, Војислав Петровић, Милоје Сарић, Славко Боројевић, Душан Чампраг и Драгослав Маринковић.
Хемијска истраживања академика у Природно-математичком одељењу САНУ била су свестрана и обухватила су широк спектар фундаменталне и примењене органске хемије и биохемије (хемија пестицида, алкалоида, флавоноида, хетероцикличких једињења, трансформације органских молекула помоћу нових реагенаса, структуре природних производа, интрамолекулске циклизације, хемија и биохемија стериоида, терпеноида, фитохемијска истраживања домаће флоре, органска геохемија, природни производи из биљних и морских организама...), електрохемије и електрохемијског инжењерства, кинетике и механизама хемијских и електрохемијских реакција, катализу, физичку хемију материјала, конверзију енергије, хемију изотопа, молекулску спектроскопију. Крајем осамдесетих година 20. века започињу теоријска истраживања у математичкој хемији, са резултатима признатим у свету.
У том периоду оснива се молекуларна биологија, радијациона биологија постаје све присутнија, биохемија, генетика дивергира на популациону, еволуциону, хуману и еколошку генетику, физиологија се постепено оријентише према ендокриним механизмима терморегулације; екологија и биогеографија покривају широко поље лимнолошких, фитоценолошких, фаунистичких истраживања, док су биотехнолошка истраживања била усмерена ка штетној ентомофауни у шумарству, пољопривреди и хуманој паразитологији, микроорганизмима земљишта и генетици оплемењивања културних биљака и домаћих животиња.
Новији период, од оснивања Одељења хемијских и биолошких наука до данас, карактерише разноврсна проблематика коју је остваривало, или остварује, у оквиру научних пројеката САНУ тринаест хемичара: Драгомир Виторовић, Мирослав Гашић, Иван Гутман (такође члан Одељења за математику, физику и гео-науке), Паула Путанов, Бела Рибар, Живорад Чековић, Миљенко Перић, Богдан Шолаја, Слободан Милосављевић, Славко Ментус, Радомир Саичић, Милош Ђуран и Велимир Попсавин; шест биолога: Марко Анђелковић, Никола Туцић, Владимир Стевановић, Милена Стевановић, Радмила Петановић; и два агронома: Душан Чампраг и Драган Шкорић.
Посебно значајна активност академика хемичара и биолога у САНУ везана је за рад Одбора, који се сукцесивно образују после 1960. године. Ти одбори окупљали су, како академике, тако и виђене научнике са факултета и института. Рад сваког Одбора САНУ оствариван је кроз научне скупове и бројне публикације и био је добро осмишљен, тако да су неки од њих и данас активни и успешни. Сви хемичари, биолози и агрономи чланови САНУ или институција претеча (ДСС, СУД, СКА) своја научна истраживања претежно су остваривали на факултетима или институтима које је основала САНУ или држава. Као носиоци идеја, они су на матичним и сродним факултетима и институтима оснивали катедре и лабораторије и били су узори и покретачи далекосежно осмишљеног научноистраживачког рада и стварања научних и факултетских кадрова.

## Хемија
Научна делатност у области хемијских наука обавља се у различитим областима чисте и примењене хемије и физичке хемије и више интердисциплинарних и мултидисциплинарних научних области, као што су: теоријска хемија, математичка хемија, хемијска теорија графова, кинетика и термодинамика, електрохемија, органска хемија, хемија природних производа, медицинска хемија антитуморских агенаса и антималарика, биоорганска и бионеорганска хемија, органске синтезе, физичка органска хемија, развој синтетичке методологије, физичка хемија материјала, хемија стероида, алкалоида и сесквитерпенских лактона.

## Биологија
У оквиру биолошких наука обављају се истраживања из области биохемије, молекуларне биологије, генетике, физиологије развића, екологије, популационе и еволуционе биологије. Посебно су заступљена истраживања из хумане молекуларне генетике, антропогенетике, генско-ензимске полиморфности организама, генетике популација, екогенетике, конзервационе генетике, генотоксикологије, екофизиологије, заштите животне средине, упоредне морфологије, систематике и филогеније изабраних група животиња и биљака, биогеографије, генетике и оплемењивања гајених биљака, биотехнологије, фитомедицине, отпорности према биотичким и абиотичким стресовима, биологије прехрамбених производа и др.

## Одбори
Поред истраживања у оквиру 16 индивидуалних пројеката из области хемије и биологије, посебно комплексне активности се одвијају у оквиру пет академијских одбора, чији се рад координира у оквиру Одељења хемијских и биолошких наука. То су:
- Академијски одбор за изучавање флоре и вегетације Србије,
- Академијски одбор за проучавање фауне Србије,
- Академијски одбор „Човек и животна средина“,
- Академијски одбор за село и
- Академијски одбор за проучавање живота и рада научника у Србији и научника српског порекла.

Под надзором Одељења активан је Национални комитет за биоетику Унескове комисије Републике Србије, са седиштем у САНУ.